# Henrique Lopes de Mendonça
Pour les articles homonymes, voir Lopes et Mendonça.
Œuvres principales
Les paroles de A Portuguesa (1890)
Henrique Lopes de Mendonça (1856-1931) était un poète, dramaturge et officier de marine portugais. Il a écrit plusieurs pièces et, avec son ami le compositeur Alfredo Keil, il a écrit les paroles du futur hymne national portugais, A Portuguesa, qui est adopté en 1911.